# Slottskyrkan
Slottskyrkan är en kyrkosal uppförd under 1700-talet på Stockholms slott och invigdes den 8 december 1754, med kungafamiljen i spetsen, samtidigt med slottets invigning, av kung Adolf Fredrik och drottning Lovisa Ulrika. Naturligtvis fyllde hovet många bänkrader, men alla som fick plats i de övriga bänkarna var välkomna.
Kyrkan är belägen i den östra hälften av slottets södra länga och upptar hela dess bredd samt två och en halv våningar i höjd, den sträcker sig från södra valvet till längans östra gavel. Entrén är från södra valvet, Slottsbacken nr 1. Slottskyrkan skapades huvudsakligen enligt ritningar av arkitekterna Nicodemus Tessin d.y. och Carl Hårleman i en blandning av barock- och rokokostil. Hårleman utformade även kyrkorummet i huvudsak enligt Tessins ritningar. Slottskyrkan har samma mått som Rikssalen. Slottskyrkan är utformad i nära anslutning till Nicodemus Tessin den yngres planer, men har genom efterföljaren Carl Hårlemans insats fått en dekor präglad av den franska rokokons ideal. Kyrkans inredning fullbordades vid 1700-talets mitt av Carl Hårleman efter Nicodeumus Tessin den yngres ritningar. Tyvärr upplevde varken Hårleman eller Bouchardon kyrkans invigning, båda dog 1753.    
Slottskyrkan är församlingskyrka för Hovförsamlingen och används av kungafamiljen vid kyrkliga ceremonier. Varje söndag och helgdag hålls gudstjänst i Slottskyrkan. Hovförsamlingen är icke-territoriell, det vill säga de drygt 300 församlingsmedlemmarna är bosatta på olika håll i Stockholm samt i Solna kommun och på Lovön, såsom kungafamiljen, anställda vid hovet och en del personal vid Stockholms slott, Ulriksdals slott och Drottningholms slott. Hovförsamlingen har kyrkoråd och kyrkostämma, pastor och överhovpredikant. 

## Historik

### Byggnad

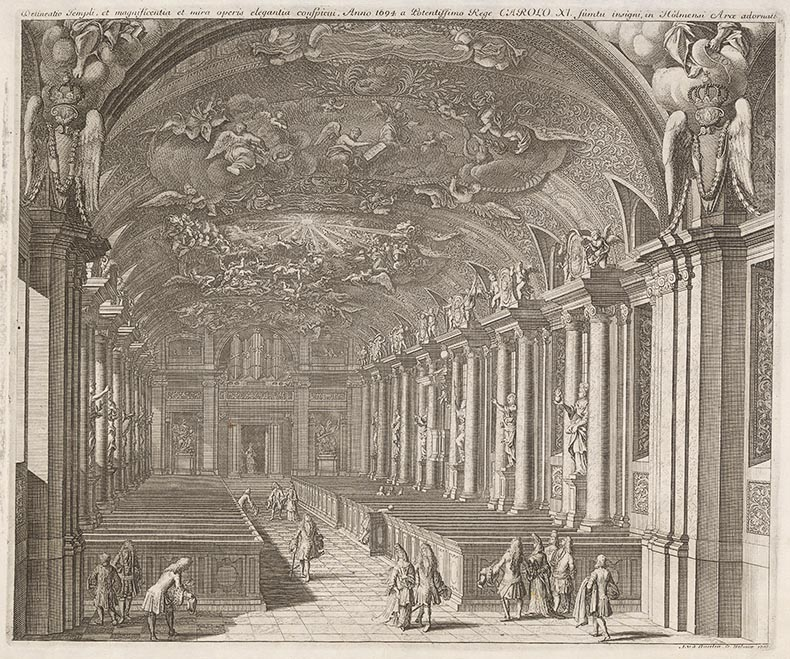
Gamla slottskyrkan i Slottet Tre kronor 1695, vy från koret mot ingången. Från Suecia antiqua et hodierna.

Hertigen av Smålands dop i Slottskyrkan 1782, oljemålning av Elias Martin, 223,5 x 195 cm. På målningen kan man urskilja både silvertronen och silverdopfunten. Nationalmuseum, Gripsholm.

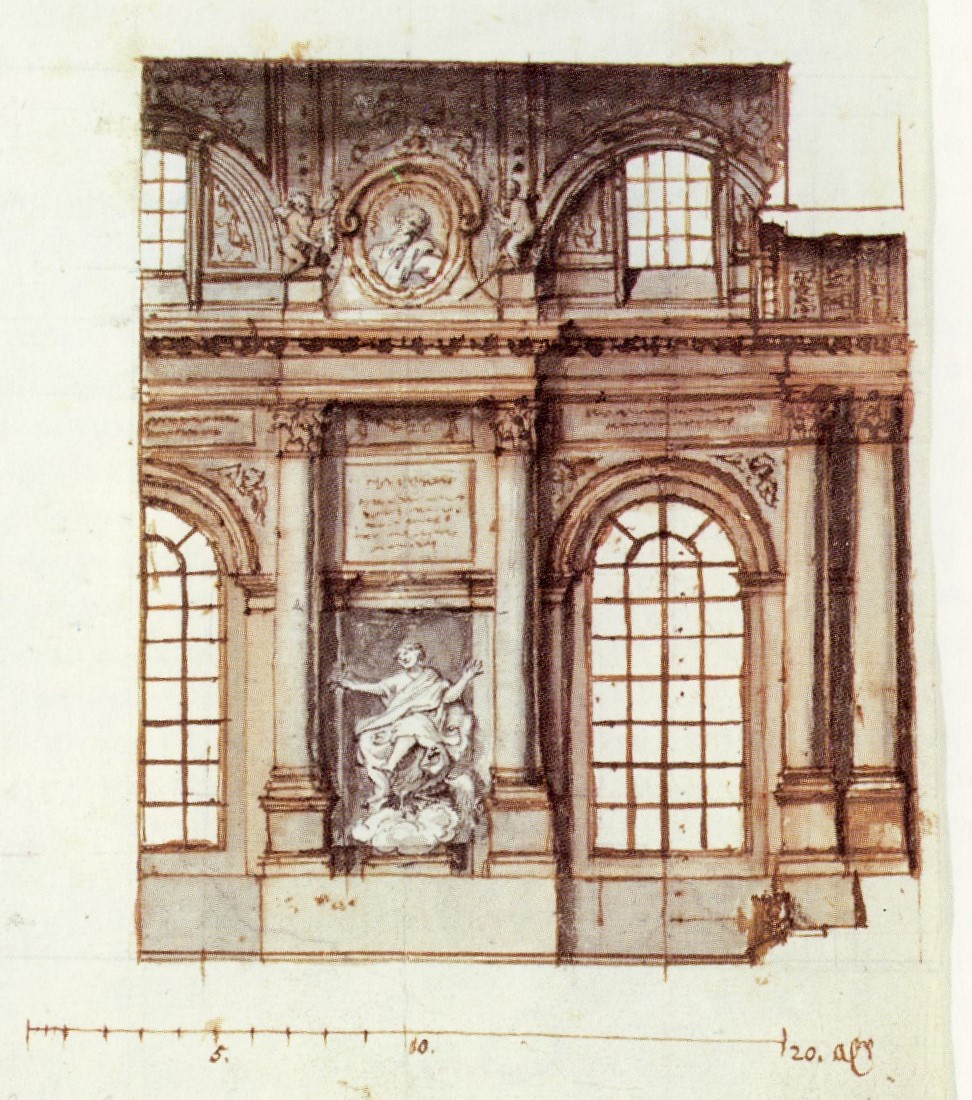
Skiss av den blivande interiören av Nicodemus Tessin d.y. ca 1698.

I det gamla slottet Tre Kronor, före Slottsbranden 1697, låg slottskyrkan i den norra längan, och bänkar och inventarier i silver finns delvis bevarade i den nuvarande Slottskyrkan. I Stockholms slottskyrka målade Johan Sylvius den stora takplafonden 1693–1695 och som förstördes vid branden 1697. Den italienske stuckatören Giuseppe Marchi anlitades 1695 som stuckatör till Slottskyrkan. Han utförde där arbeten efter Nicodemus Tessins ritningar. Han utförde bland annat 17 gipslövsutsmyckningar, som placerades under fönstren samt en liknande ornering på läkaren samt under stålspegeln i koret. Dessa arbeten är avbildade i gravyrerna i Suecia antiqua et hodierna, som visar Gamla slottskyrkan i Slottet Tre kronor 1695 med en vy från koret mot ingången. I Slottskyrkan utförde Giuseppe Marchi tillsammans med stuckatören Carlo Carove en rad akantusrankor som pryder fönsterväggarna.
För att den nya slottskyrkan skulle få samma dimensioner som den gamla och passa in i den gamla slottskyrkans murar, med ett bibehållet högre tak innanför det före detta nordöstra tornets murar (nu slottets nordöstra hörn) hade Tessin ett problem om han skulle få detta projekt att passa in i den strama barockstilen, där alla fönsterrader skulle vara nästan absolut regelbundna och inte alltför avvikande och olika höga fönster. Detta oavsett funktionen och vad som dolde sig bakom fönstren. Därför såg Tessin till att lägga till en mezzaninvåning med mindre kvadratiska fönster strax ovan den nedre fönsterraden. Dessa mindre fönster finns nu runt hela byggnaden, som ett minne av den första slottskyrkan, som efter branden ersattes av den nuvarande i den östra delen av södra längan.
Efter slottsbranden 1697, när Nicodemus Tessin fick fria händer, placerades slottskyrkan och Rikssalen i södra längan och dessa omfattar inklusive trapphallen hela denna längas andra och tredje våningar. Slottskyrkan kom då att representera den kyrkliga makten i landet medan Rikssalen kom att beteckna den världsliga makten, eller kungen makt. Tessins påbörjade arbete fulländades av Carl Hårleman efter dennes död. För inredningen gjorde Hårleman egna ritningar efter de idéer han kommit kontakt med i Paris. Resultatet blev till slut rokokostilens mest monumentala rum i Sverige. Politikern och ämbetsmannen greve Carl Gustaf Tessin beundrade Hårlemans skicklighet och självuppoffrande arbetsnit, och han konstaterade också att denna nit inte fanns hos byggledare utomlands. Carl Gustaf Tessin sa i sitt generösa minnestal över arkitekten i Vetenskapsakademien bland annat: Min efterträdare var han i överintendentens ämbete. Kungens tjänst vann på bytet. Hårlemans chefer var medlemmar i Slottsbyggnadsdeputationen som förvaltade de skattemedel som bekostade slottsbygget. Herrarna hade utsetts därför att de var sparsamma och förnuftiga och de hade inte valts för sin sakkunnighet i konstnärliga eller arkitektoniska frågor. Ofta var deras åsikter kloka. I Paris ville omkring år 1750 en hovintendent köpa möbler, speglar och kristallkronor till Slottet. Då gav deputationen sitt tillstånd med förbehåll. Köpet fick gälla endast enstaka exemplar, prover, som svenska hantverkare skulle kopiera. Man lade därmed grunden till ett svenskt inredningshantverk som senare under århundradet fram bringade män som Georg Haupt och Gottlieb Iwersson. Kyrkan invigdes samtidigt med hela slottet år 1754.

### Konstnärlig utsmyckning

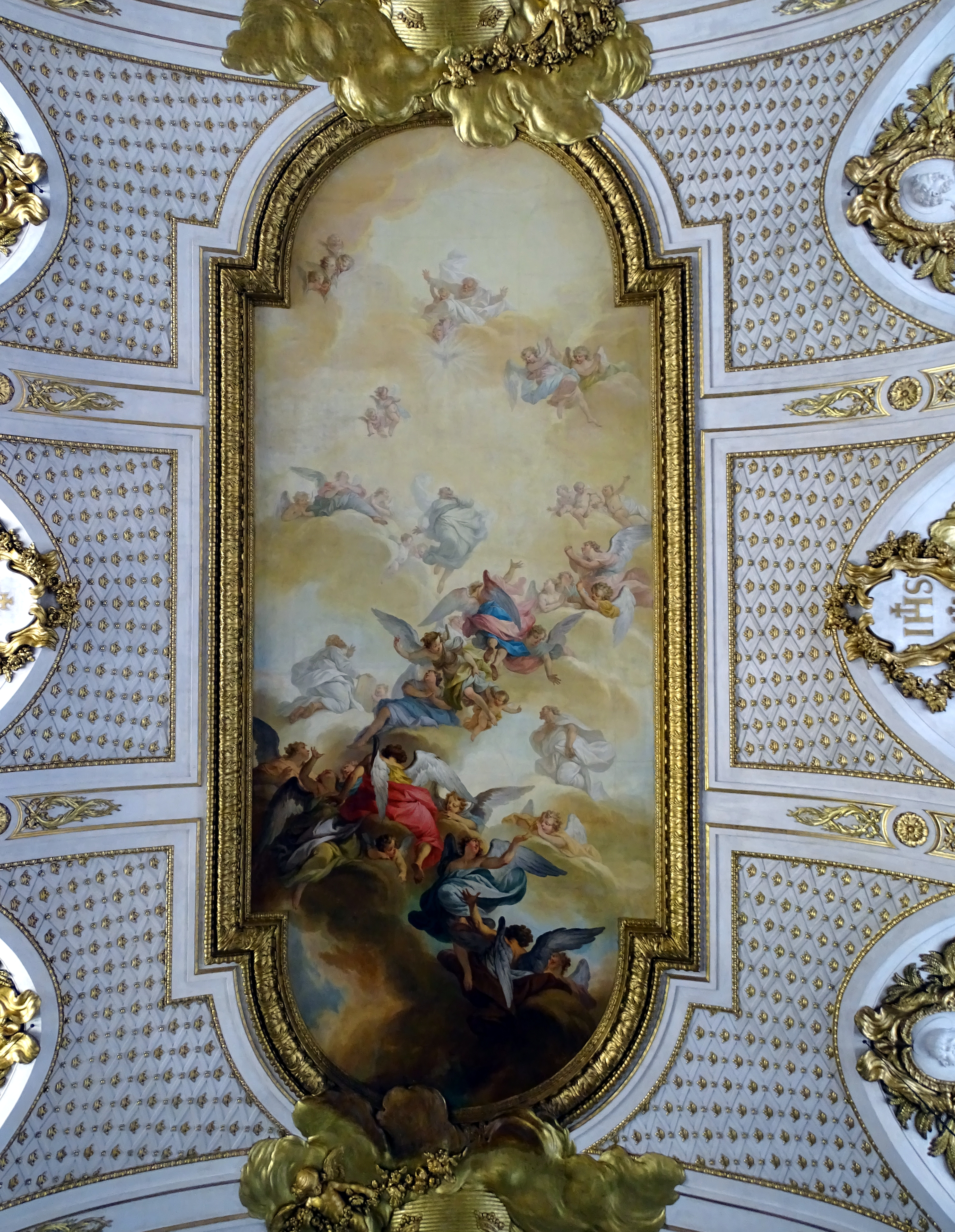
Takets plafondmålning har Kristi himmelsfärd som tema. Det är målat av Guillaume Thomas Taraval och Johan Pasch tillsammans.

Vid slottsbyggandet gavs de ledande och bäst betalda uppdragen till utlänningar. Innan svenska hantverkare nådde fransk nivå skulle det dröja ännu några decennier. Det främsta dekorativa elementet var under barocken var förgyllningar som de franska hantverkarna slösade med. Det var dyrt med guld, men hantverkarna använde det ändå för att smycka och förhärliga det. Kung Fredrik I köpte många konstskatter till slottets inredning, när Carl Gustaf Tessin av ekonomiska skäl tvingades sälja sina holländska 1600-talsmålningar och samtida franskt måleri, teckningar, gravyrer, böcker och medaljer. Carl Hårlemans chefer var medlemmar i Slottsbyggnadsdeputationen som förvaltade de skattmedel som bekostade slottsbygget.
Takvalvets tre plafondmålningar, takspeglar, har Kristi himmelsfärd som gemensamt tema, de är utförda av Carl Hårleman tillsammans med den franske målaren Guillaume Thomas Taraval och dekorationsmålaren Johan Pasch, som efter en studieresa till kontinenten blev Taravals biträde. Taraval utförde därmed inte hela arbetet själv, men han var den mest ansedde av de franska målarna. Hårleman förfogade åtminstone under en tid över franska målare, bild- och ornamentshuggare, förgyllare och gipsmakare. Den stora mittenspegeln i taket föreställer himlafärden. De två andra takspeglarna har en kompositionen med änglar, änglabarn med Jesu pinoredskap, och språkband på kortsidornas övre del, dessa är ett verk av den franske skulptören Jacques Philippe Bouchardons landsman skulptören Charles Guillaume Cousin. Bouchardon följde direktiv av Hårleman och när Bouchardon skulpterade evangelistsymbolerna, molnmassorna och de bevingade barnen använde han Hårlemans skisser. Det var dock en annan fransk bildhuggare, Adrien Masreliez, som skulpterade baldakinens draperi och änglahuvudena. Bouchardon utförde valvets ramverk, apostlamedaljongerna över fönstren och, tillsammans med Jacques Adrien Masreliez, predikstolen.
Predikstolen skapades åren 1748–1751 huvudsakligen av konstnären Jacques-Philippe Bouchardon. Han utförde även den skulpturala infattningen av riksvapnet. Baldakinen ovanför predikstolen har änglahuvuden på toppen och ett draperi i bakgrunden. Hela arrangemanget liksom svävar över molnen och är förgyllt.
Altaret var utformat efter ett liknande altare i basilikan San Paolo Maggiore i Bologna. Figurerna som omger altaret är skapade av Burchard Precht och föreställer Jesus och Johannes döparen. På var sin sida om dessa finns två kvinnliga allegorier föreställande "Tron" och "Hoppet". Ovanför altarets fronton syns "Det vita lammet".
Altaruppsatsens skulpturgrupp, som framställer Kristus i Getsemane, kom på plats först efter kyrkans invigning och är i huvudsak gjord av Pierre Hubert L'Archevêque och av Johan Tobias Sergel åren 1765–1772, skulpturgruppen färdigställdes 1779. Det hade påbörjats av Bouchardon och fortsatts av L'Archevêque och skapades huvudsakligen av dem, samt avslutats av Sergel. Bouchardon hade skulpterat en relief till altaret som vid hans död ännu inte var helt klart. Hans ersättare, L'Archevêque, bröt kanske av rivalitet och avund bort den och började sin egen version, men tröttnade. Slutligen gjordes Slottskyrkans altare färdigt av Sergel, som var en av Sveriges största skulptörer. Över altaret står på en banderoll, som bärs upp av två änglar Pro Mundi Vita ("För att världen ska leva" ur Johannesevangeliet).
Golvet är av vit italiensk marmor och grön Kolmårdsmarmor. Orgelfasaden ritades av Carl Hårleman. Vid 1690-talets mitt utfördes bänkgavlarna för de Tessinska slottskyrkan vid  slottet Tre Kronor. Man lyckades rädda gavlarna vid slottsbranden 1697 och under 1800-talet placerades de i den nya slottskyrkan. Gavlarna är utförda av Georg Haupt den äldre och de har faner och inläggningar av masurbjörk, valnöt och ebenholts. Denne Georg Haupt den äldres sonson var den kände möbelsnickaren Georg Haupt (1741–1784) under sengustaviansk tid. Georg Haupts far var snickarmästaren Elias Haupt, som emellertid avled 1744, då Georg Haupt endast var tre år gammal, och modern Magdalena Vogel övertog snickarverkstaden.
Bänkarna som kunde räddas undan slottsbranden 1697 är ett unikt arv från Tre Kronor. Bänkarnas gavelpartier härstammar från Tessins första slottskyrka i norra längan. Längs väggarna finns sex apostlastatyer, tre på vardera sidan, från 1830-talet, av den norske skulptören Hans Michelsen (1789–1859). Apostlastatyerna kommer från den numera rivna katolska Eugeniakyrkan, som låg vid Norra Smedjegatan på Norrmalm i Stockholm, dit de hörde förr. På deras plats hade Tessin planerat större figurskulpturer. Dessa är inramade av kolonner i korintisk ordning. De föreställer Andreas, Bartholemeus, Jakob, Johannes, Matteus och Petrus. Petrus står närmast altaret. De har således tillkommit efter att kyrkan invigdes 1754, det var först på 1840-talet dessa kom på plats. I taknischerna ovanför finns medaljonger också föreställande apostlar, som är formgivna av Jacques Philippe Bouchardon. Andra senare tillägg är de sex malmkronorna av Kungsholmsmodell. De skänktes av Hovförsamlingen till Kungen och Drottningen vid bröllopet 1976 för att hängas upp i Slottskyrkan.

### Orgel
Orgeln och orgelläktaren finns vid kyrkans västra kortsida, över entrén. Den första orgeln i Slottskyrkan togs i bruk 1754. Det var en orgel med sjutton stämmor som hade byggts av orgelbyggarna Jonas Gren och Petter Stråhle. Orgeln var inte särskilt stor men den hade stor volym och klang.
Orgelfasaden utfördes efter ritningar av arkitekten Carl Hårleman med blomsterkorgar vilka modellerats av skulptören Jacques Adrien Masreliez och målaren Johan Pasch samt därefter skurits av ornamenetbildhuggaren Gustaf Johan Fast med hjälp av gesällen René Pierre David. Fast var huvudsakligen verksam i Stockholm där han under långa perioder arbetade med slottsbygget. René David anställdes av Carl Hårleman 1732 som träskulptör vid Stockholms slott. Bakom orgeln syns ett skenperspektiv, en målning av grå marmor och guld som föreställer en kupol. Ovanför den finns den latinska texten: Laudate Dominum i sanctis ("Prisa Gud i hans helgedom").
Orgeln hade en blåsbälg.
| Huvudverk I                  | Öververk II          | Pedal        |
| Subbas 16' Bas               | Gedackt 8'           | Bihangspedal |
| Rörflöjt 16' Diskant         | Flöjt 4'             |              |
| Principal 8'                 | Oktava 2'            |              |
| Koppelflöjt 8'               | Mixtur II            |              |
| Oktava 4'                    | Vox virginea Diskant |              |
| Fleut traversier 4'          |                      |              |
| Oktava 2'                    |                      |              |
| Mixtur IIII                  |                      |              |
| Bass 16' Bas                 |                      |              |
| Trumpet 16' Diskant          |                      |              |
| Cymbel II Bas                |                      |              |
| Trumpet 8' (halverad stämma) |                      |              |
| Trumpet 4' Bas               |                      |              |

År 1870 byggdes en ny orgel av Per Larsson Åkerman, Stockholm med 10 stämmor och två manualer: Den byggdes bakom Gren och Stråhles fasad. En ny orgel byggdes 1918 av Åkerman & Lund, Sundbyberg med 30 stämmor, två manualer och pedal. Den var byggd enligt transmissionssystem och byggdes bakom den gamla fasaden. Orgeln monterades ner 1988 och magasinerades. Samma år flyttades en orgel hit från Stefanskyrkan, Stockholm. Den mekaniska orgeln hade 6 stämmor och var byggd 1958 av Åkerman & Lund, Knivsta, den användes som interimsinstrument medan den nya läktarorgeln byggdes.
| Manual                      | Pedal        |
| Gedackt 8' Bas/Diskant      | Bihangspedal |
| Rörflöjt 4' Bas/Diskant     |              |
| Principal 2' Bas/Diskant    |              |
| Kvinta 1 1⁄3' Bas/Diskant   |              |
| Kvintadena 2' Bas           |              |
| Sesquialtera 2 chor Diskant |              |

Från och med 1990 användes en digitalorgel i kyrkan. 1989 hade även den tjänat ut och en gammal tanke började att realiseras, nämligen att återskapa Jonas Grens och Petter Stråhles 1700-tals orgel. Bevarade dokument i Slottsarkivet gav material för en rekonstruktion av den gamla orgeln. Inför bygget återstod dock frågor, exempelvis vilka metallegeringar orgelbyggarfirman Gren och Stråhle använde eller hur fogade de samman träpiporna. En liknande orgel byggd ungefär samtidigt av samma orgelbyggare finns bevarad i Bunge kyrka på Gotland och med hjälp av denna kunde Slottskyrkans orgel återskapas av orgelbyggaren Matts Arvidsson, Stallarholmen. Den första adventssöndagen 1999 togs den historiska orgeln åter i bruk i samband med att resterande delen av kyrkan invigdes efter en renovering.
| Manualen (C-d3)      | Öververket        | Pedal (C-c1) |
| -------------------- | ----------------- | ------------ |
| Subbas 16' B         | Gedact 8'         | Bihängd      |
| Hohlfleut 16' D      | Fleut 4'          |              |
| Principal 8'         | Octava 2'         |              |
| Kort Fleut 8'        | Mixtur 2 chor     |              |
| Octava 4'            | Vox Virginea 8' D |              |
| Rörfleut 4'          |                   |              |
| Fleut Traversiere 4' |                   |              |
| Octava 2'            |                   |              |
| Mixtur 4 chor        |                   |              |
| Basun 16' B          |                   |              |
| Trompet 16' D        |                   |              |
| Trompet 8' B/D       |                   |              |
| Trompet 4' B         |                   |              |
| Cornettin 2' B       |                   |              |

## Nutida bilder

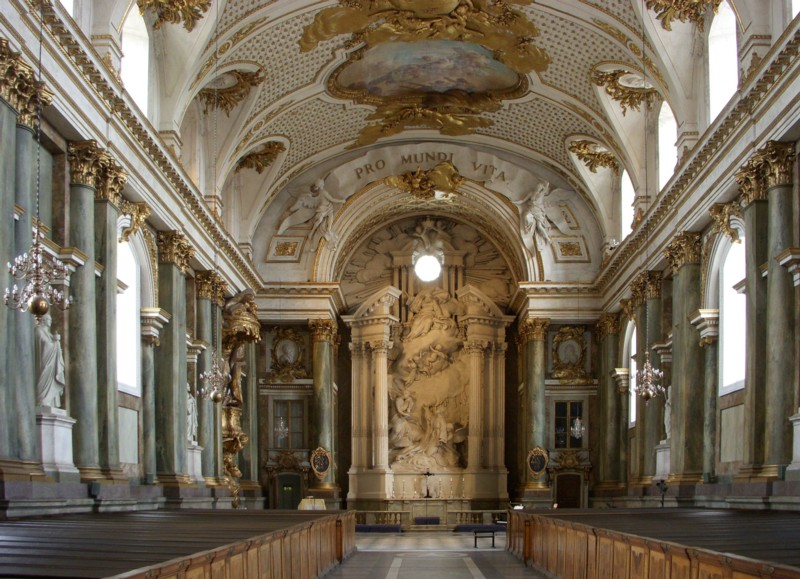
Altargången.
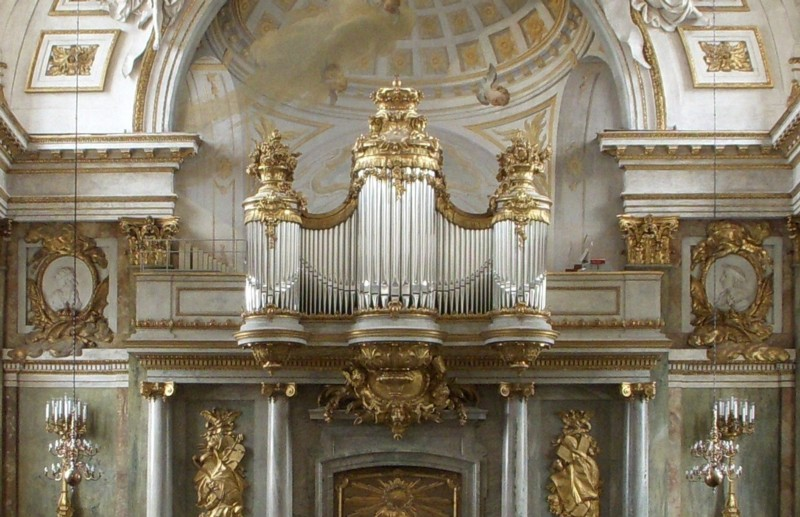
Orgeln.
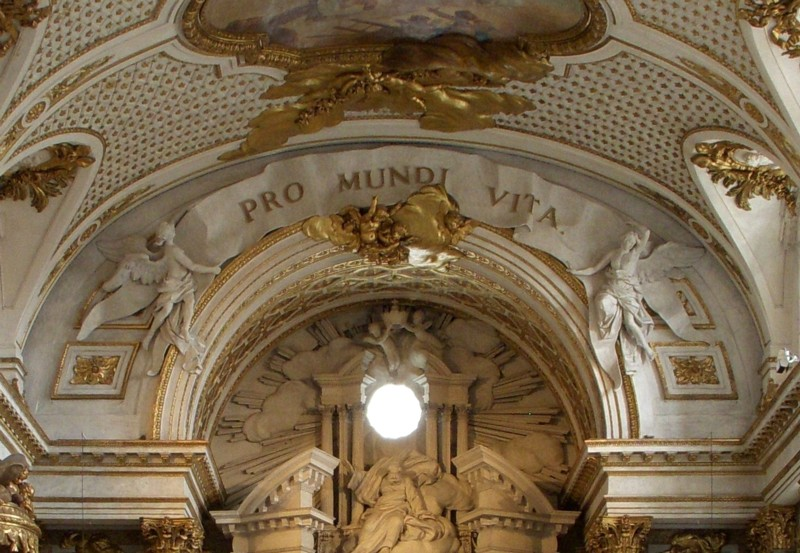
"Pro Mundi Vita".
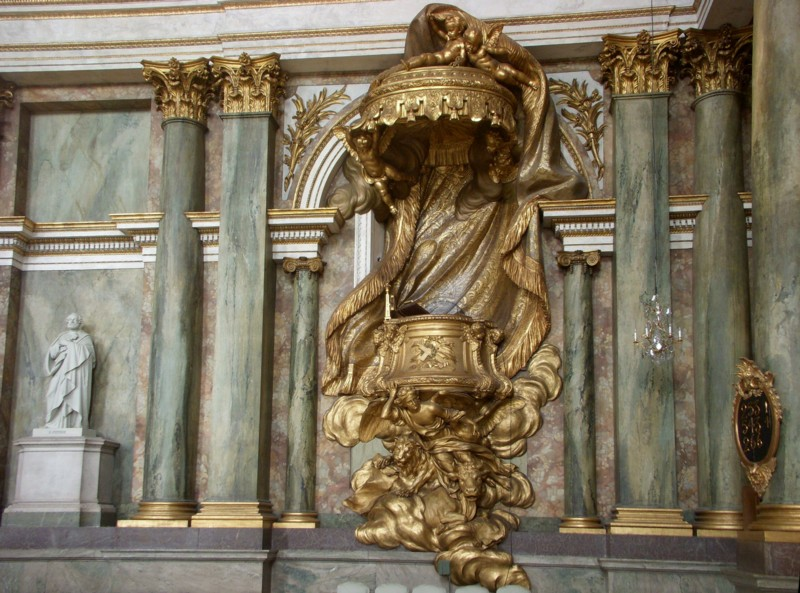
Predikstolen.